# Plymouth Voyager
Plymouth Voyager — був MPV, що випускався концерном Chrysler під брендом Plymouth з 1974 по 2000 рік. Plymouth Grand Voyager був трохи більшим варіантом із подовженою колісною базою. Автомобілі були розроблені для північноамериканського ринку і пропонувалися лише там офіційно.
Перша серія (1974-1983) була великим американським фургоном («повнорозмірний фургон»), який був похідним від аналогічної моделі Dodge, що випускалася з 1971 року. З 1984 року під цією назвою пропонувалася нова розроблена, набагато менша модель. Автомобіль багато в чому відповідав поширеному в Європі Chrysler Voyager. У Північній Америці є інші сестринські моделі з частково іншим обладнанням, а саме Dodge Caravan і Chrysler Town & Country як модель класу люкс.
Коли бренд Plymouth було припинено в 2001 році, моделі в Північній Америці також отримали назву Chrysler Voyager, яка була відома в Європі протягом багатьох років.
Огляд інших марок, під якими продається цей автомобіль, можна знайти в статті Chrysler Voyager.

## Моделі

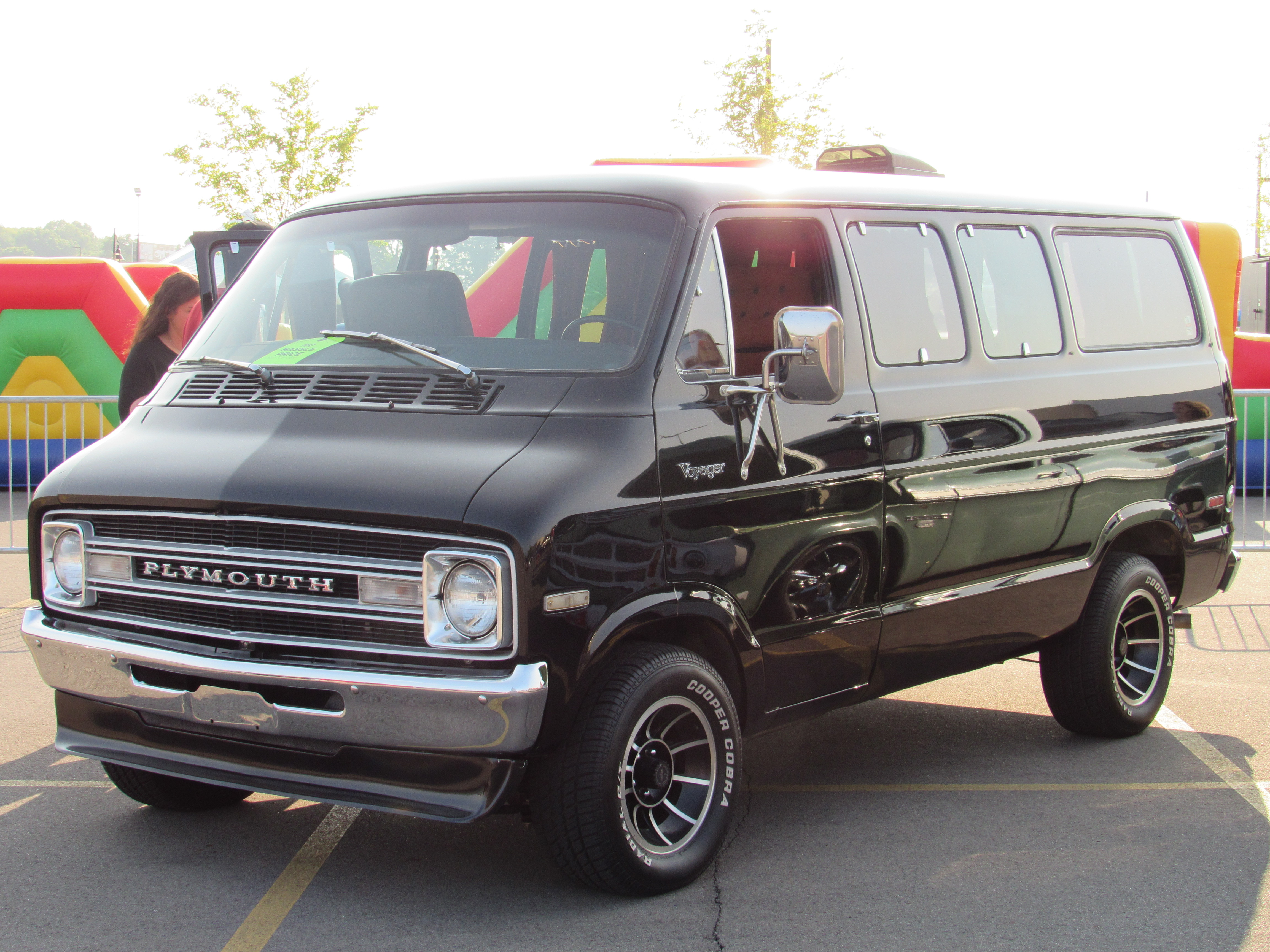
Plymouth Voyager (1974–1983), детальніше Dodge Ram Van
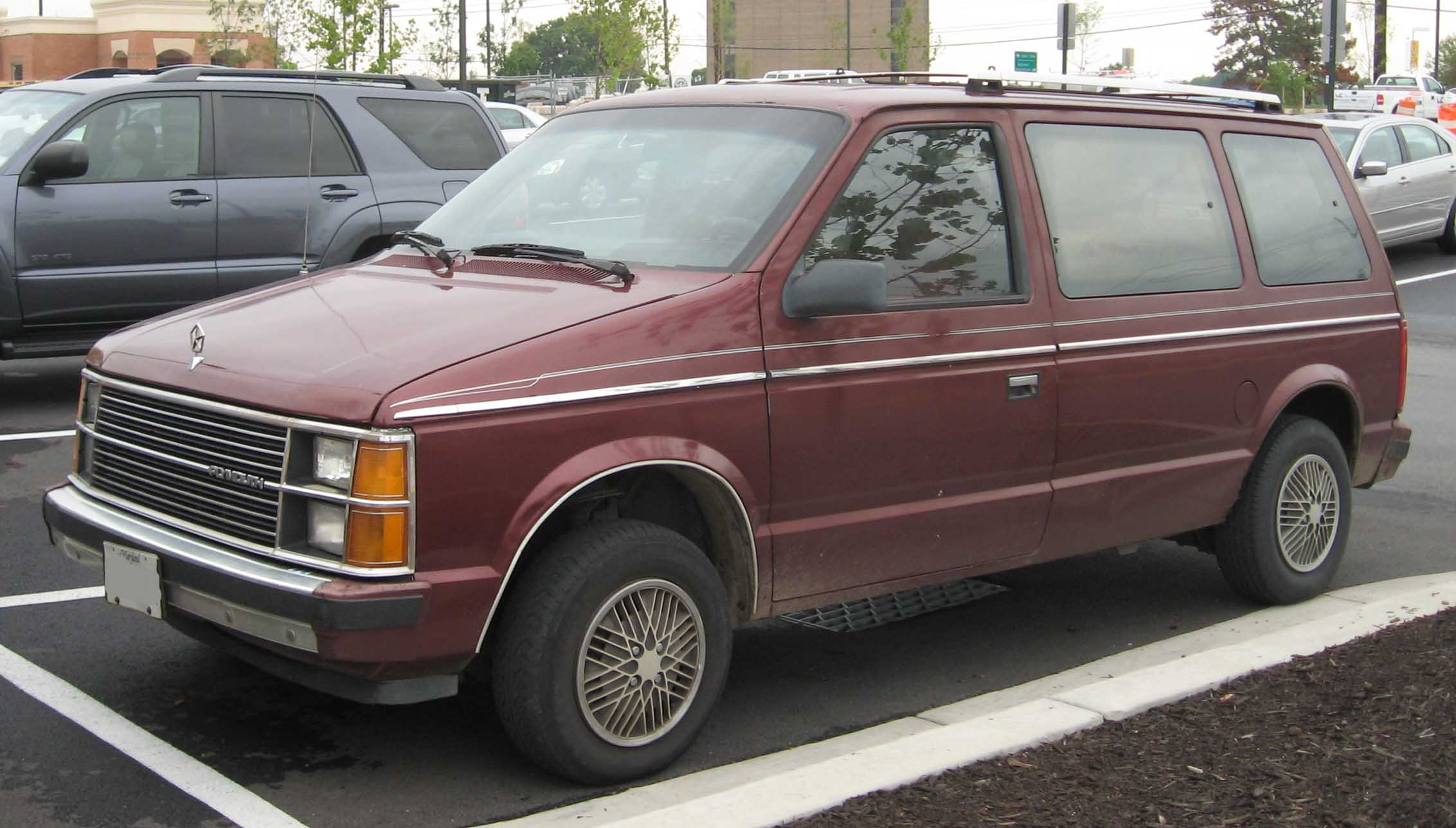
Plymouth Voyager (1984–1990)
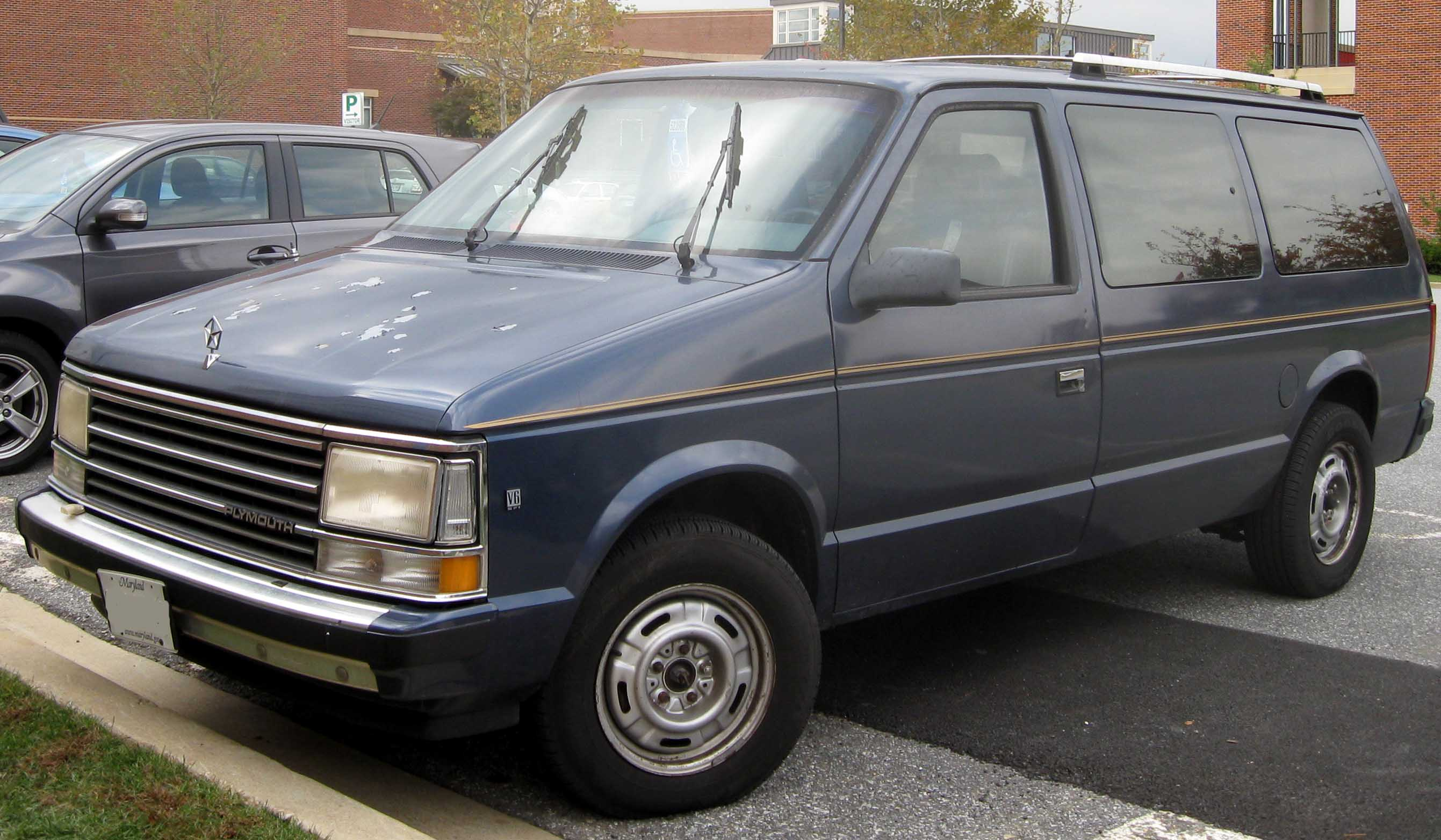
Plymouth Grand Voyager (1987–1990)
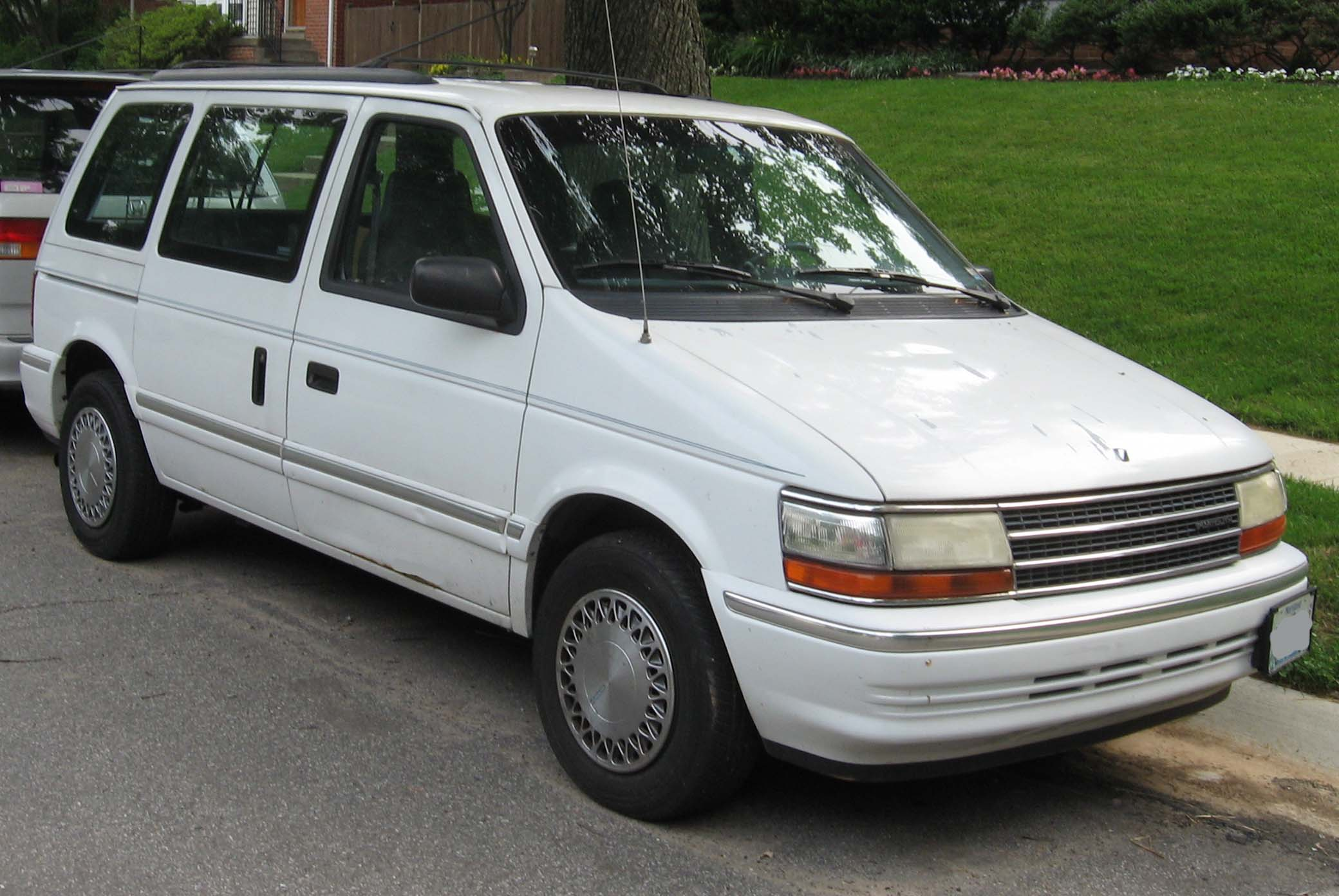
Plymouth Voyager (1991–1995)
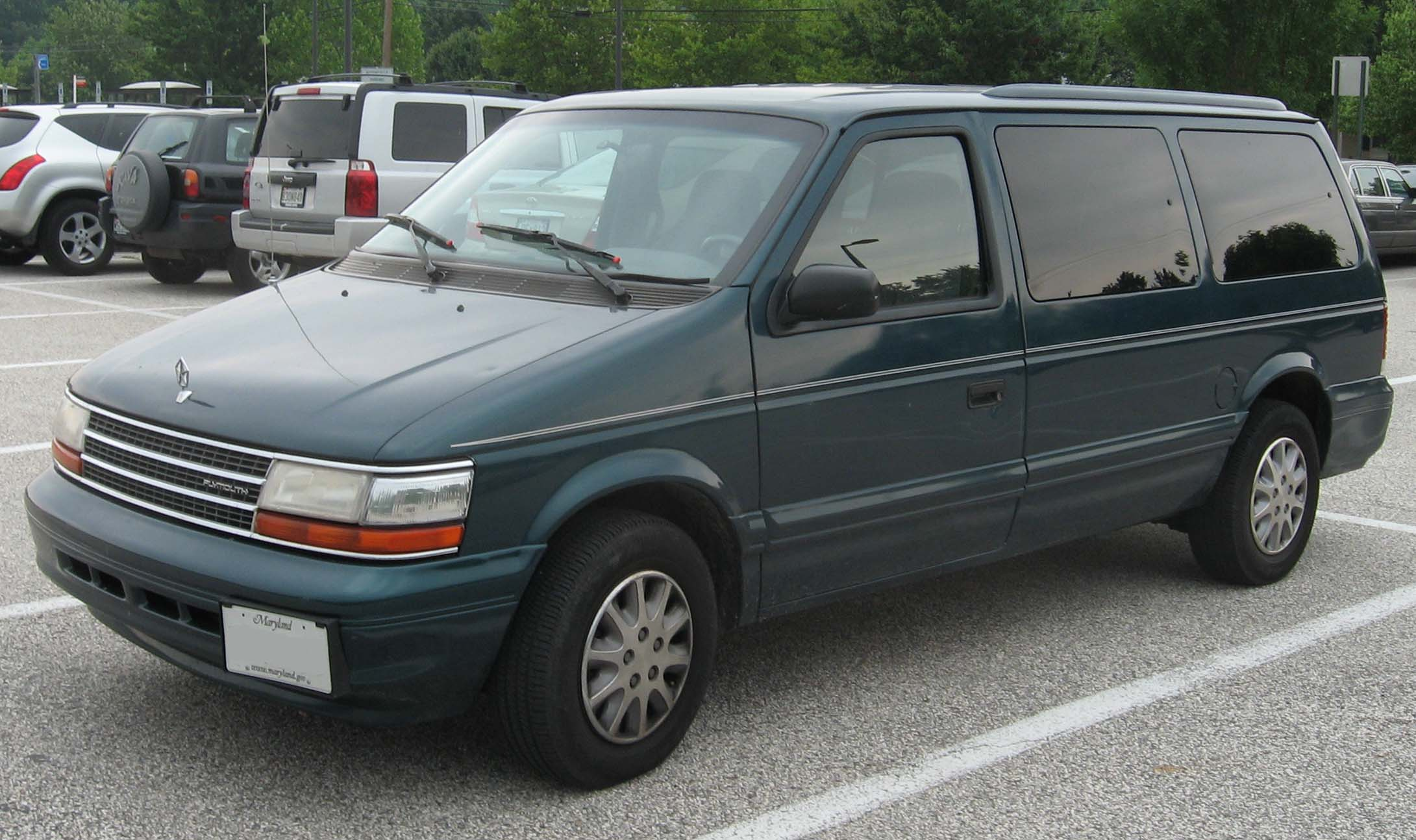
Plymouth Grand Voyager (1992–1995)
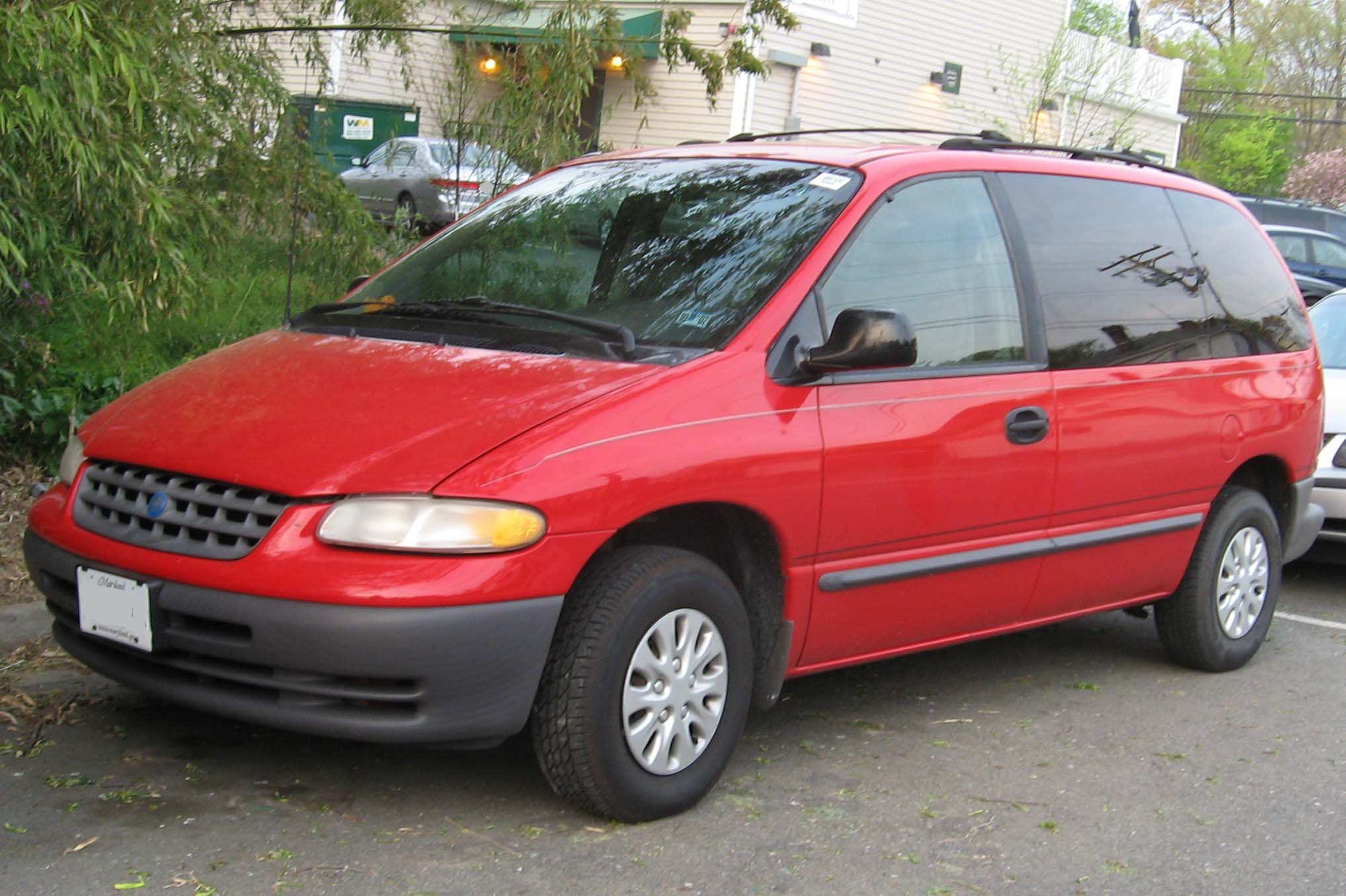
Plymouth Voyager (1995–2000)
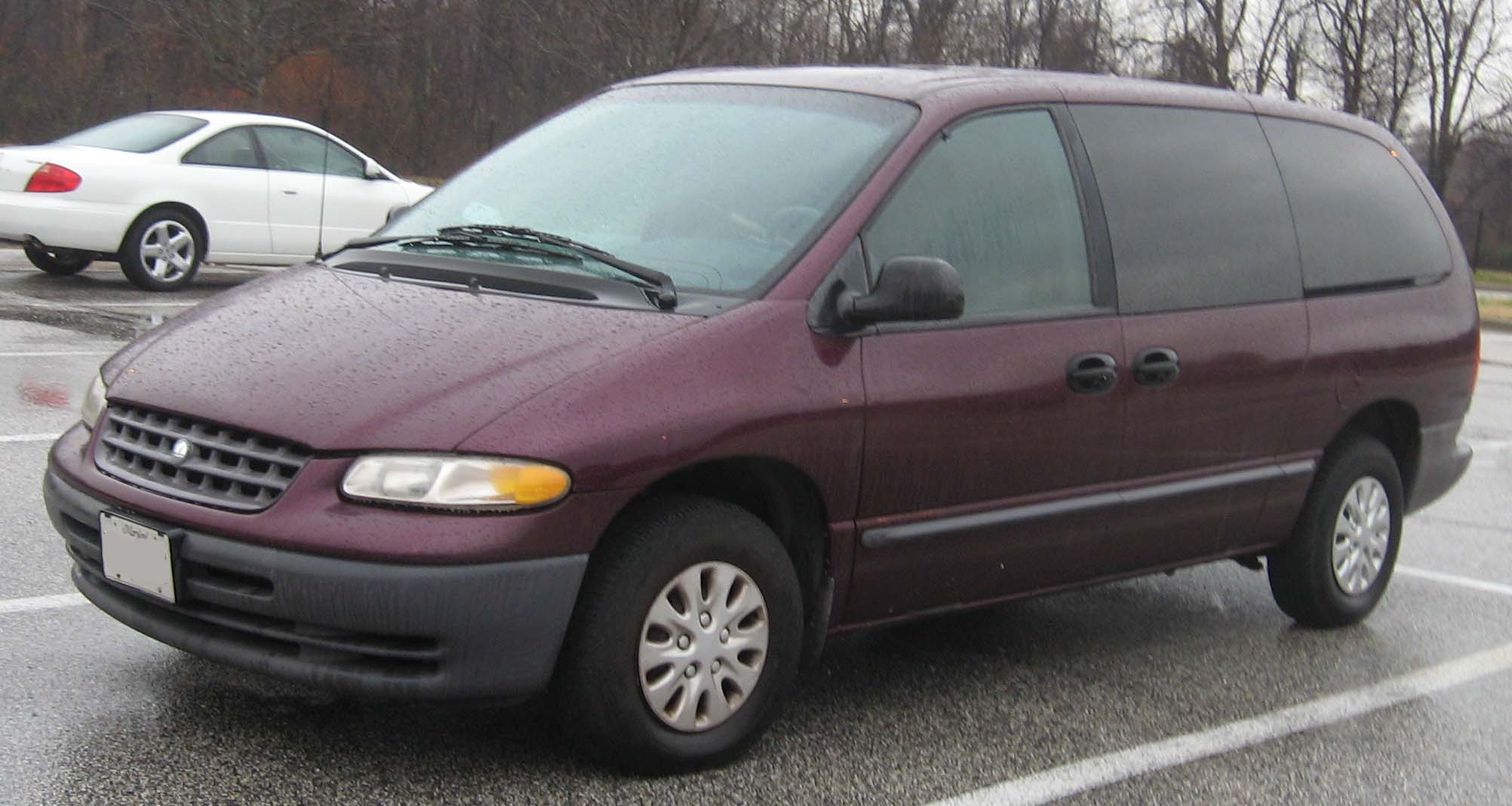
Plymouth Grand Voyager (1996–2000)